# Marko Yli-Hannuksela
Marko Yli-Hannuksela (n. 21 decembrie 1973, Ilmajoki, Vaasa Province⁠(d), Finlanda) este un luptător ce a reprezentat Finlanda, medaliat olimpic. A participat la 3 ediții ale Jocurilor Olimpice (1996, 2000, 2004) în care a câștigat o medalie de argint și o medalie de bronz.